# Lijst van Poolse kunstschilders
Dit is een lijst van Poolse kunstschilders.

## A
- Piotr Abraszewski (1905-1996)
- Julia Acker (1898-1942)
- Jankel Adler (1895-1949)
- Tadeusz Ajdukiewicz (1852-1916)
- Zygmunt Ajdukiewicz (1861-1917)
- Kazimierz Alchimowicz (1840-1916)
- Michał Elwiro Andriolli (1836-1893)
- Teodor Axentowicz (1859-1938)

## B
- Władysław Bakałowicz (1833–1903)
- Balthus (1908–2001)
- Stanisław Kaczor Batowski (1866–1946)
- Zdzisław Beksiński (1929-2005)
- Else Berg (1877-1942)
- Henryk Berlewi (1894-1967)
- Jan Betley (1908-1980)
- Henryka Beyer (1782-1855)
- Anna Bilińska-Bohdanowicz (1857–1893)
- Rahim Blak (1983)
- Marcin Bogusławski (1980)
- Krzysztof Boguszewski (-1635)
- Olga Boznańska (1865-1940)
- Józef Brandt (1841-1915)
- Antoni Brodowski (1784-1832)
- Tadeusz Brzozowski (1918-1987)

## C
- Jan Chełmińsk (1851-1925)
- Józef Chełmoński (1849-1914)
- Stanisław Chlebowski (1835-1884)
- Albert Chmielowski (1845-1916)
- Wacław Chodkowski (1878-1953)
- Daniel Chodowiecki (1726-1801)
- Leon Chwistek (1884-1944)
- Jan Ciągliński (1858-1913)
- Władysław Czachórski (1850-1911)
- Marian Czapla (1946)
- Józef Czapski (1896-1993)
- Szymon Czechowicz (1689-1775)
- Tytus Czyżewski (1880-1945)

## D
- Stanisław Dębicki (1866-1924)
- Andrzej Dłużniewski (1939-2012)
- Tommaso Dolabella (ca. 1570-1650)
- Kasia Domanska (1972)
- Tadeusz Dominik (1928)

## E
- Émile Eisman-Semenowsky (1859-1911)
- Walery Eljasz-Radzikowski (1841-1905)

## F
- Julian Fałat (1853-1929)
- Wojciech Fangor (1922)
- Stefan Filipkiewicz (1879-1944)

## G
- Stanisław Gałek (1876-1961)
- Eugeniusz Geppert (1890-1979)
- Wojciech Gerson (1831-1901)
- Stefan Gierowski (1925)
- Aleksander Gierymski (1850-1901)
- Maksymilian Gierymski (1846-1874)
- Krzysztof Gliszczyński (1962)
- Jan Nepomucen Głowacki (1802-1847)
- Chaim Goldberg (1917-2004)
- Tadeusz Gorecki (1825-1868)
- Michał Gorstkin-Wywiórski (1861-1926)
- Henryk Gotlib (1890-1966)
- Maurycy Gottlieb (1856-1879)
- Józef Grassi (1757-1838)
- Artur Grottger (1837-1867)
- Andrzej Gudański (1979)
- Gustaw Gwozdecki (1880-1935)

## H
- Mikołaj Haberschrack (15e eeuw)
- Karol Hiller (1891-1939)
- Samuel Hirszenberg (1865-1908)
- Vlastimil Hofman (1881-1970)

## I
- Marian Iwańciów (1906-1971)

## J
- Władysław Jahl (1886-1953)
- Janusz Janowski (1965)
- Władysław Jarocki (1879-1965)
- Danuta Joppek (20e eeuw)

## K
- Stanisław Kamocki (1875-1944)
- Rajmund Kanelba (1897-1960)
- Tadeusz Kantor (1915-1990)
- Stanisława de Karłowska (1876-1952)
- Alfons Karpiński (1875-1961)
- Antoni Karwowski (1948)
- Apoloniusz Kędzierski (1861-1939)
- Moïse Kisling (1891-1953)
- Marcin Kober (ca. 1550-voor 1598)
- Roman Kochanowski (1857-1945)
- Marian Kołodziej (1921-2009)
- Jerzy Kossak (1886-1955)
- Juliusz Kossak (1824-1899)
- Wojciech Kossak (1857-1942)
- Franciszek Kostrzewski (1826-1911)
- Aleksander Kotsis (1836-1877)
- Felicjan Szczęsny Kowarski (1890-1948)
- Katarzyna Kozyra (1963)
- Andre de Krayewski (1933)
- Nikifor Krynicki (1895-1968)
- Konrad Krzyżanowski (1872-1922)
- Franciszek Ksawery Lampi (1782-1852)
- Alexander Kucharsky (1741-1819)
- Jarosław Kukowski (1972)
- Het Kwiatkowska (1886-1956)
- Teofil Kwiatkowski (1809-1891)

## L
- Ludwik de Laveaux (1868-1894)
- Jan Lebenstein (1930-1999)
- Tamara de Lempicka (1898-1980)
- Leopold Löffler (1827-1898)
- Christoffel Lubieniecki (1659-1729)
- Władysław Łuszczkiewicz (1828-1900)

## M
- Tadeusz Makowski (1882-1932)
- Jacek Malczewski (1854-1929)
- Rafał Malczewski (1892-1965)
- Władysław Malecki (1836-1900)
- Louis Marcoussis (1878-1941)
- Adam Marczyński (1908-1985)
- Stanisław Masłowski (1853-1926)
- Jan Matejko (1838-1893)
- Józef Mehoffer (1869-1946)
- Piotr Michałowski (1800-1855)
- Augustyn Mirys (1700-1790)
- Marian Mokwa (1889-1987)
- Eugeniusz Molski (1942)
- Eugeniusz Morawski-Dąbrowa (1876-1948)
- Aleksander Mroczkowski (1850-1927)

## N
- Eligiusz Niewiadomski (1869-1923)
- Jan Piotr Norblin (1745-1830)
- Zbigniew Nowosadzki (1957)
- Jerzy Nowosielski (1923-2011)

## O
- Edward Okuń (1872-1945)
- Roman Opałka (1931-2011)
- Napoleon Orda (1807-1883)
- Aleksander Orłowski (1777-1832)

## P
- Józef Pankiewicz (1866-1940)
- Fryderyk Pautsch (1877-1950)
- Wacław Pawliszak (1866-1905)
- Józef Peszka (1767-1831)
- Antoni Adam Piotrowski (1853-1924)
- Maksymilian Antoni Piotrowski (1813-1875)
- Kazimierz Pochwalski (1855-1940)
- Władysław Podkowiński (1866-1895)
- Emil Polit (1940)
- Piotr Potworowski (1898-1962)
- Zbigniew Pronaszko (1885-1958)
- Tadeusz Pruszkówski (1888-1942)
- Witold Pruszkowski (1846-1896)
- Stanisław Przespolewski (1910-1989)

## R
- Stanisław Radziejowski (1863-1950)
- Mécislas De Rakowski (1882-1947)
- Henryk Rodakowski (1823-1894)
- Jan Rosen (1854-1936)
- Leo Roth (1914-2002)
- Ferdynand Ruszczyc (1870-1936)
- Edward Rydz-Śmigły (1886-1941)
- Zenon Henryk Rachfalski (1932-1987)

## S
- Stanisław Samostrzelnik (ca. 1480-1541)
- Wilhelm Sasnal (1972)
- Jan Sawka (1946-2012)
- Alfred Schouppé (1812-1899)
- Daniel Schultz (ca. 1615-1683)
- Bruno Schulz (1892-1942)
- Kazimierz Sichulski (1879-1942)
- Zygmunt Sidorowicz (1846-1881)
- Jerzy Siemiginowski-Eleuter (ca. 1660-1711)
- Henryk Siemiradzki (1834-1902)
- Józef Simmler (1823-1868)
- Wojciech Siudmak (1942)
- Władysław Skoczylas (1883-1934)
- Władysław Ślewiński (1856-1918)
- Franciszek Smuglewicz (1745-1807)
- Kajetan Sosnowski (1913-1987)
- Kazimierz Stabrowski (1869-1929)
- Piotr Stachiewicz (1858-1938)
- Jan Stanisławski (1860-1907)
- Antoni Starczewski (1924-2000)
- Franciszek Starowieyski (1930-2009)
- Ludwik Stasiak (1858-1924)
- Henryk Stażewski (1894)
- Andrzej Stech (1635-1697)
- Zofia Stryjeńska (1891-1976)
- Władysław Strzemiński (1893-1952)
- Jan Styka (1858-1925)
- January Suchodolski (1797-1875)
- Mieczysław Szczuka (1898-1927)
- Henryk Szczygliński (1881-1944)
- Józef Szermentowski (1833-1876)
- Stanisław Szukalski (1893-1987)
- Wacław Szymanowski (1859-1930)

## T
- Igor Talwinski (1907-1983)
- Włodzimierz Terlikowski (1873-1951)
- Włodzimierz Tetmajer (1861-1923)
- Henryk Tomaszewski (1914-2005)

## V
- Zygmunt Vogel (1764-1826)

## W
- Zygmunt Waliszewski (1897-1936)
- Eugeniusz Waniek (1906-2009)
- Walenty Wańkowicz (1799-1842)
- Wojciech Weiss (1875-1950)
- Joachim Weingart (1895-1942)
- Alfred von Wierusz-Kowalski (1849-1915)
- Ryszard Waśko (1947)
- Michael Willmann (1630-1706)
- Stanisław Witkiewicz (1851-1915)
- Stanisław Ignacy Witkiewicz (1885-1939)
- Karol D. Witkowski, in USA: "Karl Witkowski" (1860-1910)
- Wincenty Wodzinowski (1866-1940)
- Jan Wojnarski ((1879-1937)
- Kazimierz Wojniakowski (1771-1812)
- Witold Wojtkiewicz (1879-1909)
- Andrzej Wróblewski (1927-1957)
- Leon Wyczółkowski (1852-1936)
- Stanisław Wyspiański (1869-1907)

## Y
- Jacek Yerka (1952)

## Z
- Eugeniusz Zak (1884-1926)
- Marcin Zaleski (1796-1877)
- Jan Zamoyski (1542-1605)
- Józef Zbiróg (1930-2009)
- Franciszek Żmurko (1858–1910)